# Sara (província)
Sara é uma província da Bolívia localizada no departamento de Santa Cruz, sua capital é a cidade de Portachuelo.